# Rhum-Gasfeld
Das Rhum-Gasfeld  befindet sich 390 km nordöstlich von Aberdeen in den schottischen Küstengewässern der Nordsee in 109 m Tiefe.

## Geschichte
Die Gasförderung und der Export begannen am 20. Dezember 2005.
Die Entwicklung des Rhum-Projekts belief sich auf ca. 350 Mio. GBP. Vor Produktionsbeginn war Rhum der größte verbleibende unerschlossene Gasspeicher im britischen Festlandsockel der Nordsee. Die Partner des Rhum-Projektes sind BP (Operator) und Iranian Oil Company (UK) Limited (eine Tochtergesellschaft der National Iranian Oil Company) mit je 50 %. Das Rhum-Feld ist ein Hochtemperatur- und Hochdruckerdgasreservoir mit Bohrlochtemperaturen von 150 °C und Drücken von 12.700 psi. Im Vergleich dazu weist das Bruce-Gasfeld Temperaturen von 99 °C und Drücke von 6000 psi auf.
Rhum, das in Block 3/29 liegt, wurde 1977 von Brunnen 3 / 29a-2 entdeckt. Ein früherer Brunnen (3 / 29-1), der 1973 gebohrt wurde, wurde aufgrund des Hochdruckgases aufgegeben. Mit der Kombination eines Hochdruck-Hochtemperatur-Gasspeichers (HPHT), der unter Verwendung einer Langstrecken-Unterwasserverbindung angebunden wurde, wird die Nutzung von Rhum von BP als Weltneuheit angesehen.
Vom Feld wird eine Plateau-Produktion von 300 Millionen Standardkubikfuß pro Tag erwartet. Experten schätzen die förderbaren Gesamtreserven auf 2 Millionen Barrel Rohöl und 800 Milliarden Kubikfuß Gas (23 Milliarden Kubikmeter).
Das Feld ist über eine 44 km lange Hochdruckpipeline, die eine mit dem HIPPS-System (High Integrity Pipeline Protection System) geschützte Rohr-in-Rohr-Hauptleitung umfasst, an die von BP betriebene Bruce-Plattform angeschlossen. Auf der bestehenden Plattform des Bruce Compression Reception Center (CR) wurden neue Gasaufbereitungsanlagen installiert, um das Gas von Rhum zu verarbeiten. Gas wird von Bruce über das Frigg-Pipelinesystem nach St Fergus exportiert, und das zugehörige Kondensat wird über Bruce in das Forties-Pipelinesystem geleitet.

## Sanktionen seit 2010
Die Zusammenarbeit vor Ort war seit November 2010 eingestellt worden, nachdem die EU Sanktionen gegen die iranische Öl- und Gasindustrie verhängt hatte. Zur gleichen Zeit suchte die britische Regierung, die das Gasfeld als lebenswichtig für ihr Land angesehen hatte, nach einer Möglichkeit, Gas vom Rhum-Feld von den Sanktionen auszunehmen. Schließlich wurde im Dezember 2013 auf einem Treffen der EU-Mitgliedstaaten ein Vertrag verabschiedet, der Aktivitäten vor Ort von den Bestimmungen einseitiger Sanktionen gegen den Iran ausnahm. Nach Lockerung der Sanktionen im Dezember 2013 unterstellte die britische Regierung das Rhum-Feld einem vorübergehenden Bewirtschaftungsplan und sperrte den iranischen Anteil an den Einnahmen aus dem Verkauf von Gas bis zur Aufhebung der Sanktionen auf einem separaten Konto. Obwohl die Sanktionen im Dezember 2013 gelockert wurden, dauerte es noch fast zwei Jahre, bis die Förderung wieder aufgenommen wurde, Grund dafür waren technische Probleme.
Am 10. Oktober 2018 erteilten die USA BP und Serita Energy eine neue Lizenz, um das Gasfeld in der Nordsee weiter zu betreiben. Dies ist eine der seltenen Ausnahmen, die die Regierung Trump am Vorabend der Ölsanktionen gegen den Iran gewährt.